# Marieholmstunneln

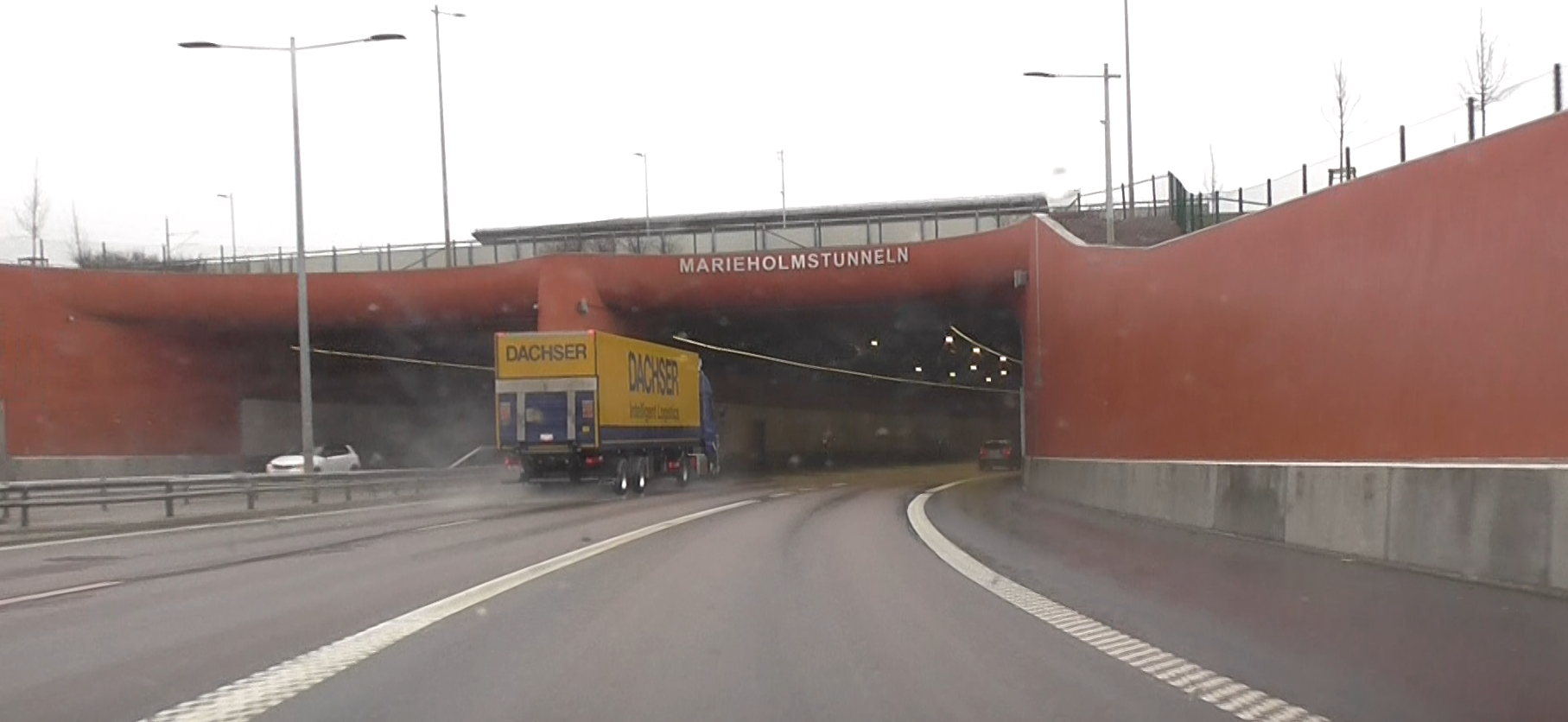
Marieholmstunnelns entré norrifrån.

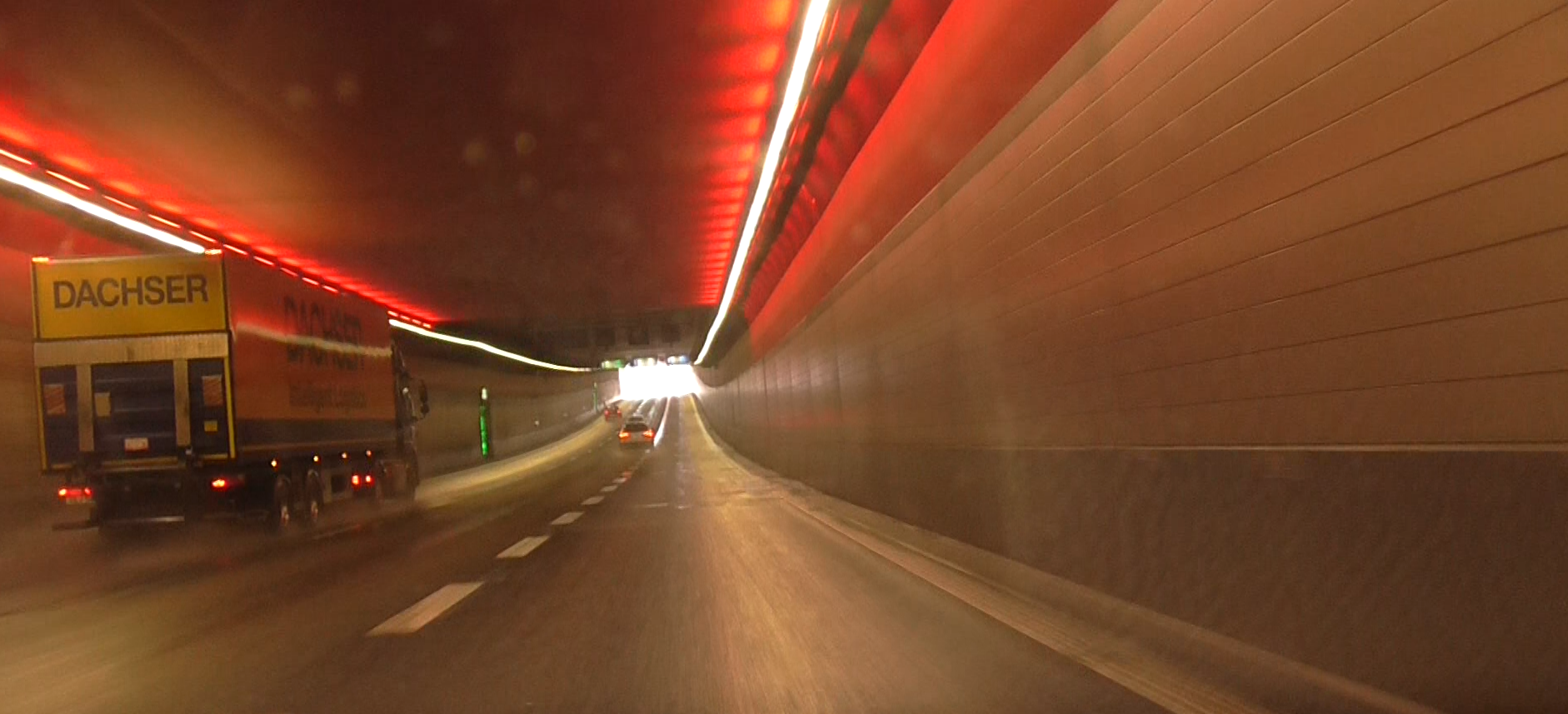
Marieholmstunneln i södergående riktning (västra tunnelröret).

Marieholmstunneln är en cirka 500 meter lång vägtunnel under Göta älv i Göteborg i anslutning till Partihallsförbindelsen. Tunneln är en viktig länk från Hisingen och Göteborgs hamn österut samt som ett alternativ till Tingstadstunneln som ligger cirka 700 meter söder om Marieholmstunneln. Kostnaden beräknas till 3,5 miljarder svenska kronor. Tunneln öppnades för trafik den 16 december 2020 och ingick som en del i det Västsvenska paketet. Tunneln byggdes med sänktunnelteknik och består av två tunnelrör, med tre körfält i vardera riktningen. Marieholmstunneln är, precis som Tingstadstunneln, inte förankrad i fast botten utan flyter i leran.

## Historia
Torsdagen den 25 mars 2010 beslutade regeringen, att godkänna tunnelprojektet, efter långvariga påtryckningar från Göteborgs håll. Detta innebar, att en arbetsplan kom att upprättas av Trafikverket. Regeringen motiverade sitt beslut med, att tunnelprojektet behövs i Göteborg för att kunna avlasta trafiken som färdas över Göta älv; Tingstadstunneln var före Marieholmstunnelns öppnande  överbelastad med över 120 000 passerande fordon varje dygn och Götaälvbron behövde samtidigt ersättas av Hisingsbron, vilken öppnades våren och sommaren 2021. Tunneln binder tillsammans med Partihallsförbindelsen ihop vägarna E6, E45 samt E20 och innebar en direkt avlastning av Olskroksmotet och genomfarterna i Göteborg. Senare beslutades dessutom, att tunneln skulle byggas inom samma projekt som Marieholmsbron. Första spadtaget för bygget av tunneln och Marieholmsbron togs den 23 maj 2013. Trafikplatsen, där Marieholmstunneln, Partihallsförbindelsen och E45 möts, byggdes i tre plan. Trafikplatserna nära tunnelns västra mynning, Ringömotet och Tingstadsmotet byggdes också om.
Byggandet av Marieholmstunneln var en del av det Västsvenska paketet, som består cirka 150 olika projekt som rör vägar, järnvägar och kollektivtrafik. Avtalet slöts i november 2009 mellan parterna Trafikverket, Göteborgs kommun, Göteborgsregionens kommunalförbund, Västra Götalandsregionen och Region Halland. Paketet omfattar 34 miljarder kronor i 2009 års prisnivå. Andra stora projekt som ingår i Västsvenska paketet är Västlänken och Hisingsbron. Paketet finansieras delvis av de vägavgifter, som infördes i Göteborg år 2013.

### Entreprenörer
- Entreprenaden för själva tunnelbygget tilldelades konsortiet Züblin Scandinavia AB/Boskalis Sweden AB. Anbudssumman uppgavs till 1 533 miljoner SEK.
- Arbetet med Marieholmsmotet, vid tunnelns östra mynning startade i januari 2014 och avslutades hösten 2017. Entreprenör för denna del av förbindelsen var Peab Anläggning AB och anbudssumman uppgick till 333 miljoner SEK.
- Södra Marieholmsbron byggdes av ett konsortium bestående av Skanska Sverige AB och MT Højgaard AS. Anbudssumman var 791 miljoner SEK. Arbetet påbörjades januari 2014 och avslutades mars 2016. En 72 meter lång sträcka av bron är öppningsbar.[4]

### Webbkällor
- Trafikverkets sida om projektet